# Auto-décharge
L’auto-décharge désigne la réduction progressive du niveau de charge d’un accumulateur électrique en l'absence d'un appareil consommateur de courant. Cette réduction s'explique par l'existence de réactions électrochimiques parasites ayant lieu au sein. de l'accumulateur même lorsqu’il n'est pas sollicité pendant une période donnée 
Il s'agit d'une limitation technologique au stockage de l'énergie électrique sur accumulateur.

## Maintien de charge ou charge d'entretien
Lorsqu'un accumulateur ou une batterie d'accumulateurs n'est pas utilisé pendant une longue période, on peut compenser le phénomène d'auto-décharge en maintenant le niveau de charge du ou des accumulateurs à l’aide d’un chargeur intelligent qui possède une fonction de maintien de charge.

### Maintien de charge à seuil de tension
Dans cette mise en œuvre, le maintien de charge est assuré en lançant un bref cycle de charge lorsque la tension de l'accumulateur ou de la batterie baisse en dessous d'un certain seuil. Le cycle de charge s'arrête automatiquement lorsque la détection de fin de charge apparait. Le chargeur retourne alors dans un mode de veille où il surveille la tension de l'accumulateur ou de la batterie.

### Maintien de charge continue
Certains chargeurs, moins étoffés, se contentent de délivrer un faible courant à une tension fixe (mode floating), compensant la perte de charge de la batterie. Cette mise en œuvre est moins coûteuse mais a l'inconvénient de ne pas convenir à toutes les technologies d'accumulateurs et peut en réduire la durée de vie lorsqu'elles sont mal maitrisées.